# Trzeba przejść i przez ogień
Trzeba przejść i przez ogień (ros. В огне брода нет / W ognie broda niet) – radziecki dramat wojenny z 1968 roku w reżyserii Gleba Panfiłowa, dla którego był to pełnometrażowy debiut, a zarazem pierwsza zawodowa współpraca z jego późniejszą żoną i muzą Inną Czurikową.
Film miał premierę w ZSRR 1 czerwca 1968 roku. W 1969 na MFF w Locarno zdobył główną nagrodę Złotego Lamparta oraz nagrodę aktorską dla Inny Czurikowej. Na ekrany polskich kin wszedł 7 listopada 1970.

## Fabuła
Historia młodej sanitariuszki zaangażowanej w pomoc rannym w czasie wojny domowej w Rosji. Tania Tiotkina stara się odnaleźć szczęście w czasach chaosu i dać upust swojemu talentowi.

## Obsada
- Inna Czurikowa – Tania Tiotkina
- Anatolij Sołonicyn – komisarz Jewstrukow
- Michaił Głuzski – Fokicz
- Maja Bułgakowa – Maria
- Anatolij Marenicz – Morozik
- Władimir Kaszpur – Kolka
- Jewgienij Lebiediew – pułkownik
- Michaił Kononow – Aliosza
- Wadim Bierojew – Wasja
- Michaił Kokszenow – Zotik
- Lubow Malinowska – matka[3]

## Produkcja
Zdjęcia kręcono na stacji kolejowej Biezliesnaja koło Murom (obwód włodzimierski).